# 贝蒂·加布里埃尔
贝蒂·加布里埃尔（英語：Betty Gabriel，1981年1月6日—）是美国女演员。她的职业生涯始于音乐剧，并凭借短片In Memoriam (2011) 首次亮相银幕。随后，她在动作片《國定殺戮日：大選狂屠》(2016) 中饰演 Laney Rucker，并在時代剧系列Good Girls Revolt (2016) 中饰演 Denise。
加布里埃尔在恐怖片《逃出絕命鎮》（2017）中饰演乔治娜一角取得了突破，该片被《纽约时报》评为2017年最佳表演之一。她因这个角色赢得了无数赞誉，包括两项Black Reel Awards和一项美國演員工會獎的提名。从那以后，她因在布倫屋製作公司中的工作而获得认可， 其中包括在《解除好友2:暗网》（2018）中饰演 Nari Jemisin，在《人類升級》（2018 年）中饰演Detective Cortez，在《准許高速公路》（2019）中饰演Deeks。她还在迷你剧《捍衛雅各》(2020) 中饰演 Pam Duffy，并在Netflix剧集Clickbait (2021) 中饰演Sophie Brewer。